# Шоколадный торт королевы Натальи
Шоколадный торт королевы Натальи (серб. Чоколадна торта краљице Наталије) — сербский шоколадный торт, приготовленный в доме сербского государственного деятеля Еврема Груича для визитов королевы Натальи Обренович. Сегодня этот торт, приготовленный по оригинальному рецепту 1888 года, можно попробовать в Доме-музее Еврема Груича, он является своеобразной достопримечательностью Белграда.

## История
Еврем Груич (Јеврем Грујић) (1826/1827 — 1895) был сербским политиком и дипломатом, и в его дом приезжали многие видные и важные люди того времени, от правителей и политиков, до учёных и художников. Многие из светских обычаев Белграда того времени пришли из этого дома, в том числе чаепитие. Среди ближайших гостей этой семьи была Наталия Обренович, жена короля Милана и «первая сербская королева после Косово», как её называли в то время. Королева Наталья — одна из самых важных фигур в новейшей истории Сербии, женщина с большим авторитетом и влиянием на политическую жизнь тогдашней Сербии. Поскольку она была большой любительницей чая, обычай пить чай закрепился и в доме Груича.
Считается, что королева Наталья больше всего способствовала тому, чтобы приглашение на чай стало синонимом светского собрания. Особое внимание уделялось хорошим манерам, соответствующей одежде, выбору лёгких тем для разговора. Сервиз, в котором подавался чай, быстро стал делом престижа. В высоких кругах особое и видное место в столовой занимал большой серебряный чайник. Большое количество записей говорит о важности посиделок с чаем, ведь респектабельные дамы того времени устраивали специальные чаепития, где собирали благотворительные пожертвования для нуждающихся в помощи.
В то время в Сербии больше внимания уделялось посуде и манере подачи чая, и меньше — видам, которые пьют. Вот почему в Сербии чай отождествляют со всеми напитками, приготовленными из сушёных трав и горячей воды.

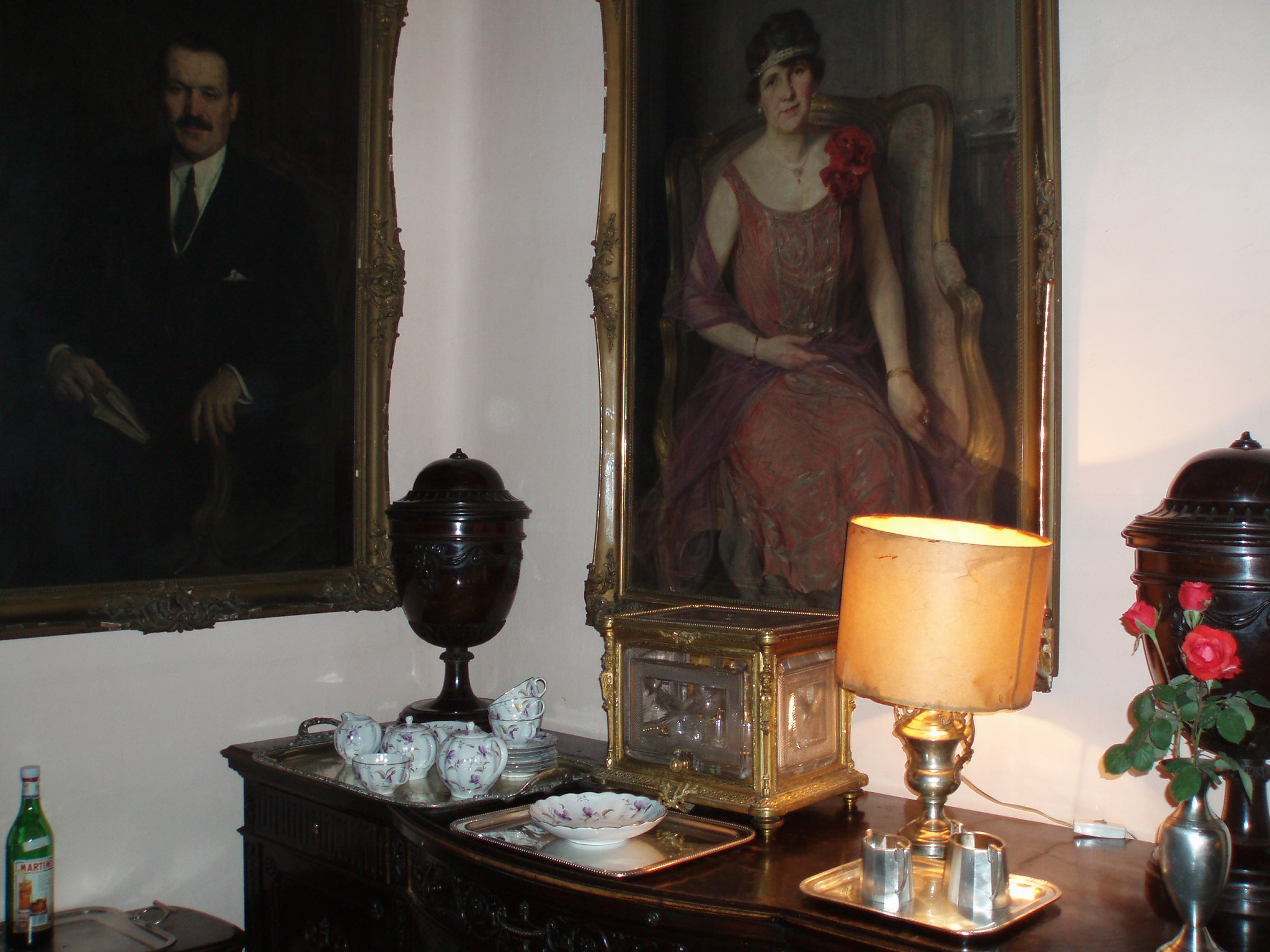
Чайная посуда в доме Еврема Груича

К чаю подавали булочки или пирожные с сыром и тмином, а главным угощением был шоколадный торт, любимое лакомство королевы Натальи Обренович. В то время в респектабельных домах подавали простые сербские деликатесы, поэтому и этот торт был приготовлен по простому рецепту. Оригинальный рецепт 1888 года был найден в архивах Дома Еврема Груича.

## Достопримечательность
Шоколадный торт королевы Наталии стал своеобразной достопримечательностью Белграда. В Доме Еврема Груича в сотрудничестве с Туристической организацией Белграда организуется культурно-художественная программа «Чаепитие с королевой Натальей». Эта программа рассказывает о жизни и обычаях светского дома в Белграде XIX века. Посетители также знакомятся с жизнью одной из самых красивых и любимых сербских королев, королевы Натальи Обренович. В рамках программы посетителей угощают чаем или кофе с обязательным кусочком любимого торта королевы, так же, как угощали королеву, когда она приходила в дом, где сейчас находится этот музей.

## Приготовление
По мнению многих, этот торт очень похож на торт Захер.
Рецепт хорошо известен, но мало кто знает, что и раньше, и сегодня в торт добавляют несколько капель французского арманьяка.
Компоненты: шоколад, молоко, яйца, сахар, разрыхлитель, масло, мука, мармелад, сладкая сметана.
Испечённый шоколадный корж разрезают пополам. Смазывают нижний корж мармеладом и накрывают другим коржом. Весь торт смазывают мармеладом, а затем шоколадной глазурью.
Торт украшен шоколадной глазурью, а тот, что подают в доме Еврема Груича, дополнительно увенчан королевской короной и буквой «Н».